# ヤブデマリ
ヤブデマリ（藪手毬、薮手毬、学名: Viburnum plicatum var. tomentosum ）は、ガマズミ科ガマズミ属の落葉低木。和名は薮のような場所に生え、花序が丸いことに由来する。

## 分布と生育環境
日本の太平洋側の本州（関東地方以西）、四国、九州に分布し、山地や丘陵地に生え、沢などの水辺や湿り気のある林縁に自生する。

## 特徴
落葉広葉樹の小高木で、樹高2 - 6メートル (m) くらいになる。樹皮は灰黒色で、枝が水平に伸び広がるのが特徴的である。一年枝の樹皮は褐色で皮目があり、星状毛が多い。古い枝は黒褐色で皮目がまばらにある。樹皮は古くなってくると色も変わり、裂け目が入ってくる。葉は枝に対生し、形は倒卵形から長楕円形で5 - 16センチメートル (cm) ほど、葉の先端は尖り、葉縁は全縁になる。
花期は5 - 6月で、水平に伸びた枝に上向きに花序を並べて白い花をつける。花序は1対の葉の間から出た散房花序で、やや黄色を帯びた小さな両性花が集まる花序のまわりに、白色の大きな5枚の花弁の広がった装飾花が縁どる。装飾花は直径30 - 40ミリメートル (mm) 、無性花で花弁だけが広がったものだが、その5枚のうち1枚が極端に小さくユニークな形であり、他の似た種との区別がしやすい。おおよそ小さい花弁が花序の内側を向き、花序の外周を大きい花弁が彩る。中心に集まる両性花は直径5 - 6 mm。
果期は8月。果実は長さ6 mmの楕円形で、夏に赤く熟し、秋には黒紫色に変わる。果序は枝の上に並ぶように見える。
冬芽は長楕円形で先が尖り、芽鱗は褐色で2枚あり、星状毛が多い。頂芽は側芽よりも大きく、短い柄がある。側芽は枝に対生する。冬芽のわきにある葉痕は、V字形や倒松形で、維管束痕は3個つく。

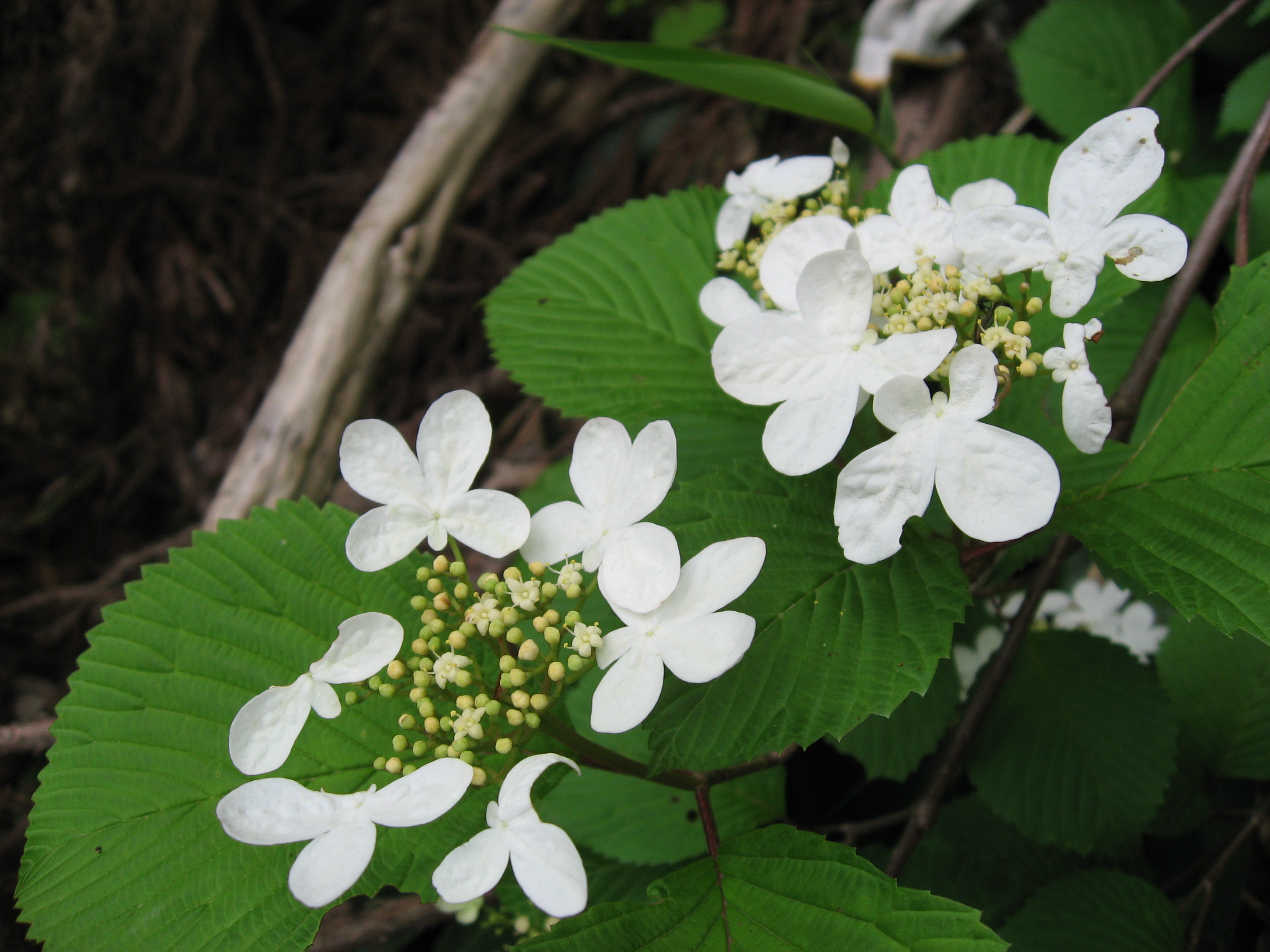
花序は中心が両性花で、周囲を装飾花がとりまく。
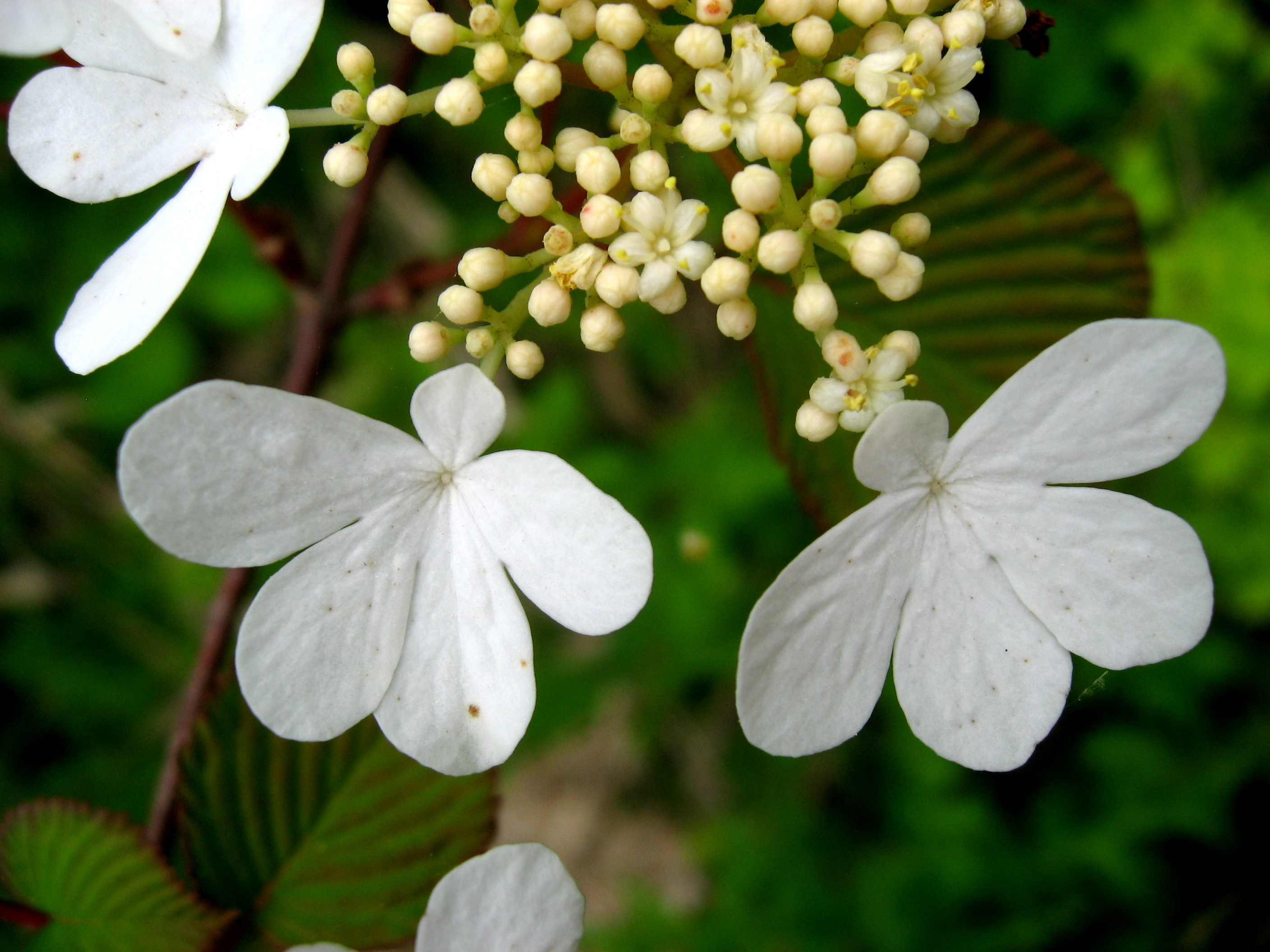
装飾花は花弁の1枚が極端に小さく、外周を大きな花弁が彩る。

## 近縁種
- ガマズミ属の一覧